# David Raya
David Raya Martín (Barcelona, 15 september 1995) is een Spaans voetballer die speelt als doelman. In juli 2024 verruilde hij Brentford voor Arsenal. Raya maakte in 2022 zijn debuut in het Spaans voetbalelftal, waarmee hij in 2024 Europees kampioen werd.

## Clubcarrière

### Blackburn Rovers
Raya speelde in de jeugd van Cornellà en stapte in 2012 over naar Blackburn Rovers. Bij deze club tekende hij in februari 2014 zijn eerste professionele contract. Voor de eerste helft van het seizoen 2014/15 werd de Spanjaard verhuurd aan Southport. Na zestien wedstrijden in de Conference keerde hij terug bij Blackburn. Hier maakte hij zijn debuut op 4 april 2015, toen in het Championship met 0–3 werd gewonnen op bezoek bij Leeds United door doelpunten van Tom Cairney, Jordan Rhodes en Jay Spearing. Raya mocht van coach Gary Bowyer in de basis beginnen en speelde het gehele duel. Raya keepte de eerste vijf wedstrijden van het seizoen, maar was daarna tot het einde van het seizoen 2016/17 reservekeuze onder de lat achter Jason Steele.
In dat laatste seizoen degradeerde Blackburn naar de League One. Op dat niveau werd Raya eerste doelman en binnen een jaar keerde Blackburn terug op het tweede niveau. Hij miste daarin één competitiewedstrijd en hield zeventien keer de nul. Daarna was hij het volgende seizoen in het Championship ook eerste doelman. Hij hield tien keer de nul en werd vijftiende met promovendus Blackburn.

### Brentford
De Spanjaard maakte in de zomer van 2019 voor een bedrag van circa 3,35 miljoen euro de overstap naar Brentford, waar hij zijn handtekening zette onder een verbintenis voor de duur van vier seizoenen. Hij maakte op 3 augustus tegen Birmingham City zijn debuut en keepte daarna alle competitiewedstrijden dat seizoen en eindigde derde. Hij bereikte de finale van de play-offs om promotie, die uiteindelijk gewonnen werd door Fulham. Het seizoen erop eindigde Brentford opnieuw derde en bereikte het de finale van de play-offs om promotie. Daarin werd Swansea City met 2–0 verslagen, waardoor het voor eerst mocht gaan deelnemen aan de Premier League. Op het hoogste niveau debuteerde de Londense club met een zege op Arsenal (2–0) en Raya debuteerde daardoor met een wedstrijd zonder tegendoelpunt.
Hij miste tussen oktober en januari dertien competitiewedstrijden door een knieblessure, maar stond daarna tot het einde van het seizoen onder de lat. In het eerste seizoen in de Premier League eindigde Brentford als dertiende. In het seizoen 2022/23 miste de doelman geen minuut voor Brentford, dat negende eindigde. Raya hield dat seizoen twaalf keer de nul. In de zomer van 2023 trok Brentford Nederlander Mark Flekken aan als nieuwe doelman, waardoor Raya als reserve begon zijn vijfde seizoen bij Brentford. Hij kwam daarin tot 161 wedstrijden voor Brentford, waarin hij 54 keer de nul hield.

### Arsenal
Op 15 augustus 2023 werd Raya voor één seizoen verhuurd aan Arsenal, dat een optie tot koop had bemachtigd van zevenentwintig miljoen euro. Als deel van de deal verlengde Raya zijn contract bij Brentford tot de zomer van 2025. Op 17 september maakte Raya zijn debuut als Arsenal-doelman in het duel met Everton. Drie dagen later maakte hij zijn debuut in de UEFA Champions League tegen PSV, waarin hij de nul hield. Vanaf dat moment was hij de eerste doelman in plaats van Aaron Ramsdale. Hij sloot het seizoen af met eenenveertig officiële optredens voor Arsenal. Die club besloot hem in de zomer van 2024 definitief over te nemen voor circa tweeëndertig miljoen euro.

## Clubstatistieken
| Seizoen | Club             | Competitie     | Competitie | Competitie | Beker | Beker | Internationaal | Internationaal | Totaal | Totaal |
| Seizoen | Club             | Competitie     | Wed.       | Dlp.       | Wed.  | Dlp.  | Wed.           | Dlp.           | Wed.   | Dlp.   |
| ------- | ---------------- | -------------- | ---------- | ---------- | ----- | ----- | -------------- | -------------- | ------ | ------ |
| 2013/14 | Blackburn Rovers | Championship   | 0          | 0          | 0     | 0     | —              | —              | 0      | 0      |
| 2014/15 | → Southport      | Conference     | 16         | 0          | 8     | 0     | —              | —              | 24     | 0      |
| 2014/15 | Blackburn Rovers | Championship   | 2          | 0          | 0     | 0     | —              | —              | 2      | 0      |
| 2015/16 | Blackburn Rovers | Championship   | 5          | 0          | 0     | 0     | —              | —              | 5      | 0      |
| 2016/17 | Blackburn Rovers | Championship   | 5          | 0          | 5     | 0     | —              | —              | 10     | 0      |
| 2017/18 | Blackburn Rovers | League One     | 45         | 0          | 2     | 0     | —              | —              | 47     | 0      |
| 2018/19 | Blackburn Rovers | Championship   | 41         | 0          | 5     | 0     | —              | —              | 46     | 0      |
| 2019/20 | Brentford        | Championship   | 49         | 0          | 0     | 0     | —              | —              | 49     | 0      |
| 2020/21 | Brentford        | Championship   | 45         | 0          | 3     | 0     | —              | —              | 48     | 0      |
| 2021/22 | Brentford        | Premier League | 24         | 0          | 1     | 0     | —              | —              | 25     | 0      |
| 2022/23 | Brentford        | Premier League | 38         | 0          | 1     | 0     | —              | —              | 39     | 0      |
| 2023/24 | → Arsenal        | Premier League | 32         | 0          | 0     | 0     | 9              | 0              | 41     | 0      |
| 2024/25 | Arsenal          | Premier League | 6          | 0          | 0     | 0     | 2              | 0              | 8      | 0      |
| Totaal  | Totaal           | Totaal         | 308        | 0          | 26    | 0     | 11             | 0              | 345    | 0      |

Bijgewerkt op 4 oktober 2024.

## Interlandcarrière
Raya maakte zijn debuut in het Spaans voetbalelftal op 26 maart 2022, toen met 2–1 gewonnen werd van Albanië in een vriendschappelijke wedstrijd door doelpunten van Ferran Torres en Dani Olmo en een tegentreffer van Myrto Uzuni. De doelman mocht van bondscoach Luis Enrique in de basisopstelling beginnen en hij speelde het gehele duel mee.
In oktober 2022 werd Raya door Enrique opgenomen in de voorselectie van Spanje voor het WK 2022. Hij was ook een van de drie doelmannen toen een maand later de definitieve selectie werd bekendgemaakt. Tijdens dit WK werd Spanje uitgeschakeld door Marokko in de achtste finales nadat in de groepsfase gewonnen was van Costa Rica, gelijkgespeeld tegen Duitsland en verloren van Japan. Raya kwam niet in actie. Zijn toenmalige clubgenoten Saman Ghoddos (Iran), Mathias Jensen, Mikkel Damsgaard, Christian Nørgaard (allen Denemarken) en Bryan Mbeumo (Kameroen) waren ook actief op het toernooi.
In mei 2024 werd Raya door bondscoach Luis de la Fuente opgenomen in de voorselectie van Spanje voor het EK 2024. Later werd hij ook opgenomen in de definitieve selectie voor het toernooi. Spanje won in de groepsfase van Kroatië (3–0), Italië (1–0) en Albanië (0–1), waarna achtereenvolgens Georgië (4–1), Duitsland (2–1, na verlenging) en Frankrijk (2–1) verslagen werden. In de finale was Spanje met 2–1 te sterk voor Engeland. Raya kwam alleen tegen Albanië in actie. Zijn toenmalige clubgenoten Kai Havertz (Duitsland), Jorginho (Italië), Declan Rice, Bukayo Saka, Aaron Ramsdale (allen Engeland), Jakub Kiwior (Polen), William Saliba (Frankrijk), Leandro Trossard (België) en Oleksandr Zintsjenko (Oekraïne) waren ook actief op het toernooi.
| Interlands van David Raya voor Spanje | Interlands van David Raya voor Spanje | Interlands van David Raya voor Spanje | Interlands van David Raya voor Spanje | Interlands van David Raya voor Spanje | Interlands van David Raya voor Spanje | Interlands van David Raya voor Spanje |
| №                                     | Datum                                 | Wedstrijd                             | Uitslag                               | Competitie                            | Goals                                 |                                       |
| Als speler bij Brentford              | Als speler bij Brentford              | Als speler bij Brentford              | Als speler bij Brentford              | Als speler bij Brentford              | Als speler bij Brentford              | Als speler bij Brentford              |
| ------------------------------------- | ------------------------------------- | ------------------------------------- | ------------------------------------- | ------------------------------------- | ------------------------------------- | ------------------------------------- |
| 1                                     | 26 maart 2022                         | Spanje – Albanië                      | 2 – 1                                 | Vriendschappelijk                     |                                       |                                       |
| 2                                     | 17 november 2022                      | Jordanië – Spanje                     | 1 – 3                                 | Vriendschappelijk                     |                                       |                                       |
| Als speler bij Arsenal                |                                       |                                       |                                       |                                       |                                       |                                       |
| 3                                     | 26 maart 2022                         | Cyprus – Spanje                       | 1 – 3                                 | EK 2024 kwalificatie                  |                                       |                                       |
| 4                                     | 22 maart 2024                         | Colombia – Spanje                     | 1 – 0                                 | Vriendschappelijk                     |                                       |                                       |
| 5                                     | 5 juni 2024                           | Spanje – Andorra                      | 5 – 0                                 | Vriendschappelijk                     |                                       |                                       |
| 6                                     | 24 juni 2024                          | Albanië – Spanje                      | 0 – 1                                 | EK 2024                               |                                       |                                       |
| 7                                     | 5 september 2024                      | Servië – Spanje                       | 0 – 0                                 | Nations League 2024/25                |                                       |                                       |
| 8                                     | 8 september 2024                      | Zwitserland – Spanje                  | 1 – 4                                 | Nations League 2024/25                |                                       |                                       |

Bijgewerkt op 4 oktober 2024.

## Erelijst
| Competitie             |        |         |
| Competitie             | Aantal | Jaren   |
| Spanje                 | Spanje | Spanje  |
| ---------------------- | ------ | ------- |
| Europees kampioenschap | 1      | 2024    |
| UEFA Nations League    | 1      | 2022/23 |